# Shapleigh
Shapleigh és una població dels Estats Units a l'estat de Maine (EUA). Segons el cens del 2000 tenia 2.326 habitants.

## Demografia
Segons el cens del 2000, Shapleigh tenia 2.326 habitants, 912 habitatges, i 673 famílies. La densitat de població era de 23,1 habitants/km².
Dels 912 habitatges en un 30,9% hi vivien nens de menys de 18 anys, en un 63,2% hi vivien parelles casades, en un 6,6% dones solteres, i en un 26,1% no eren unitats familiars. En el 19,2% dels habitatges hi vivien persones soles el 7,6% de les quals corresponia a persones de 65 anys o més que vivien soles. El nombre mitjà de persones vivint en cada habitatge era de 2,54 i el nombre mitjà de persones que vivien en cada família era de 2,9.
Per edats la població es repartia de la següent manera: un 24,1% tenia menys de 18 anys, un 6,4% entre 18 i 24, un 29,2% entre 25 i 44, un 26% de 45 a 60 i un 14,4% 65 anys o més.
L'edat mediana era de 40 anys. Per cada 100 dones de 18 o més anys hi havia 101,4 homes.
La renda mediana per habitatge era de 42.026$ i la renda mediana per família de 45.591 $. Els homes tenien una renda mediana de 34.519$ mentre que les dones 26.739$. La renda per capita de la població era de 19.331 $. Entorn del 2,9% de les famílies i el 4,5% de la població estaven per davall del llindar de pobresa.